# Барриос, Франсиско
Франсиско Барриос Ассини (исп. Francisco Barrios Azzini; род. 19 февраля 2002) — уругвайский футболист, полузащитник клуба «Серро».

## Клубная карьера
Барриос — воспитанник клуба «Дефенсор Спортинг». 3 июня 2021 года в матче против «Роча» он дебютировал в уругвайской Сегунде. 10 ноября в поединке против «Уругвай Монтевидео» Франсиско забил свой первый гол за «Дефенсор Спортинг». По итогам сезона игрок помог клубу выйти в элиту. 5 февраля 2022 года в матче против столичного «Ливерпуля» он дебютировал в уругвайской Примере. 
В начале 2023 года Барриос был арендован «Бостон Ривер». 4 февраля в матче против столичного «Расинга» он дебютировал за новый клуб. 

## Международная карьера
В 2023 году в составе олимпийской сборной Уругвая Барриос принял участие в Панамериканских играх в Чили. На турнире он сыграл в матчах против команд Доминиканской Республики и Колумбии.